# Siemens AG
 For alternative betydninger, se Siemens. (Se også artikler, som begynder med Siemens)
Siemens AG er et tysk multinationalt teknologivirksomhed der beskæftiger omkring 385.000 medarbejdere i omkring 200 lande. Det mere end 170 år gammel firma blev grundlagt i 1847 i Berlin af Werner von Siemens. Koncernen har fokus på energiproduktion og distribution, intelligent infrastruktur og bygningsteknologi samt automatisering og digitalisering til industrien.
Siemens er gennem helt eller delvist ejede selskaber en ledende leverandør af transportløsninger til jernbane og vej, medicinsk teknologi og sundhedsløsninger samt løsninger til onshore og offshore vindproduktion. Ca. 44 % af den globale omsætning kommer fra bæredygtige og miljøvenlige produkter.

## Siemens i Danmark
Siemens blev etableret i Danmark i 1893, derved har Siemens drevet virksomhed i Danmark i mere end 125 år. I 1956 blev Siemens aktiviteter i Danmark samlet i et selskab under navnet Siemens A/S.
I Danmark beskæftiger Siemens ca. 6.200 medarbejdere, hvoraf 1.500 af dem er ingeniører. Siemens i Danmark havde i forretningsåret 2018/2019 en samlet omsætning på over 30 milliarder kroner og en eksport på ca. 25 milliarder kroner, fortrinsvis vindmøller.
I dag er aktiviteterne i Siemens Danmark gruppen spredt ud på følgende selskaber:
- Siemens A/S
- Siemens Healthineers A/S
- Siemens Gamesa Renewable Energy A/S
- Siemens Digital Industries Software A/S
- Siemens Mobility A/S
- Siemens Energy A/S

## Siemens hvidevarer
Bosch og Siemens kombinerede i 1967 deres aktiviteter inden for husholdningsapparater i et joint venture kaldt BSH. I 2014 solgte Siemens deres BSH-andel for at fokusere på deres kerneforretning. I dag har BSH rettighederne til at producere og markedsføre husholdningsmaskiner under Siemens brandet. Forretningerne fungerer uafhængigt af hinanden.